# Гульстранд, Альвар
А́львар Гу́льстранд (швед. Allvar Gullstrand; 5 июня 1862, Ландскруна, Швеция — 28 июля 1930, Стокгольм, Швеция) — шведский офтальмолог, лауреат Нобелевской премии по физиологии или медицине в 1911 году.

## Биография
Родился в семье Софии Матильды (Корселл) Гульстранд и Пехра Альфреда Гульстранда, руководителя медицинской службы города. Хотя мальчик увлекался механикой, мечтал о карьере инженера, он все же решил пойти по стопам отца и получить медицинское образование. После обучения в общеобразовательных школах родного города и Дженкенинга он в 1880 году поступил в Упсальский университет.
Завершил медицинский курс в 1885 году и продолжил свои занятия в Вене. Возвратившись на следующий год в Швецию, он два года обучался в Каролинском институте в Стокгольме, сдал экзамены, которые позволили ему заняться практической медициной, и, решив специализироваться по офтальмологии, работал в госпитале Серафима. В 1890 г. он получил степень доктора философии в Каролинском институте, защитив диссертацию по астигматизму.
В следующем году начал читать лекции по офтальмологии в Каролинском институте и стал главным врачом глазной клиники в Стокгольме, а в 1892 году — её директором. Но он не смог продолжить исследования по геометрической и физиологической оптике и проблемам, связанным с формированием зрительного изображения в биологических системах, до назначения в 1894 году профессором офтальмологии Упсальского университета.
К моменту начала его исследований оптика стеклянных линз была детально разработана, в частности, немецким физиком Эрнстом Аббе, расчёты которого позволяли создавать оптические системы высокой точности, избегая рефракционных ошибок. Заслуга Гульстранда заключалась в вычислении индекса рефракции глаза и механизма аккомодации, а также в соединении этих параметров в единую математическую модель зрительного отображения.
С помощью сложных математических расчётов он выяснил, что хрусталик глаза постоянно изменяет свой индекс рефракции, что даёт возможность получить точное изображение на сетчатке. Работа Гульстранда обеспечила более надёжную и точную коррекцию таких нарушений, как аберрация глаза и астигматизм, чем это было возможно когда-либо ранее. Он обобщил результаты своих исследований в комментариях к книге Германа фон Гельмгольца «Трактат по физиологической оптике» («Treatise on Physiological Optics», 1924…1925), которую редактировал в 1909 году.
Спустя два года Гульстранд предложил использовать в клиническом исследовании глаза два новых инструмента — щелевую лампу и офтальмоскоп Гульстранда, которые он разработал совместно с оптическим предприятием Цейсс в Вене. Щелевая лампа, которая обычно применяется в сочетании с микроскопом, позволяет офтальмологу исследовать роговицу и хрусталик и определить, не содержится ли в водянистой влаге (жидкости, заполняющей глазное яблоко) каких-либо чужеродных объектов. Офтальмоскопом обычно пользуются для исследования состояния глазного дна у больных с такими заболеваниями, как артериосклероз и сахарный диабет.
В 1911 году он был награждён Нобелевской премией по физиологии и медицине «за работу по диоптрике глаза». В Нобелевской лекции Гульстранд отметил, что хрусталик глаза состоит «на всем своём протяжении из неопределённого количества искусно расположенных, микроскопически тонких волокон, которые заканчиваются на разной глубине под обеими поверхностями хрусталика и направляются от одного конца к другому в виде спиралей». Затем он сделал обзор работы, за которую получил Нобелевскую премию, и обобщил полученные результаты.
В 1914 году в Упсальском университете для Гульстранда была создана кафедра физической и физиологической оптики. Здесь он сконцентрировал свои исследования на расчётах по улучшению рефракционных поверхностей оптических инструментов и геометрической оптики. После ухода в отставку в 1927 году из Упсальского университета его здоровье ухудшилось и творческие способности ослабли.
Высокая требовательность к себе и интеллект, которые Гульстранд привнёс в работу, сделали его очень авторитетным человеком в научных кругах. Казавшийся при первом впечатлении отчуждённым и равнодушным, он был известен среди своих коллег как сердечный и доброжелательный человек.
В 1895 году женился на Сигне Христине Брейтолц. У них была дочь, умершая в раннем возрасте. Скончался в Стокгольме в результате инсульта.
Был удостоен почётных степеней университетов Упсалы, Йены и Дублина и награждён премией Бьёркена медицинского факультета Упсальского университета (1906), золотой юбилейной медалью «100 лет Шведской медицинской ассоциации» (1908), медалью Грефе Германского общества офтальмологов (1928) и многими другими наградами.

## Память
В 1970 году Международный астрономический союз присвоил имя Альвара Гульстранда кратеру на обратной стороне Луны.